# Enchenopa
Enchenopa ist eine Gattung der Buckelzikaden oder Buckelzirpen (Membracidae), einer Familie der Rundkopfzikaden (Cicadomorpha) aus der Überfamilie der Membracoidea.
Die Gattung enthält (einschließlich der 5 Arten von Campylenchia, siehe unten) mindestens 51 Arten, wobei eine Art, E. binotata, möglicherweise einen Komplex aus mehreren Arten darstellt, die z. T. noch nicht nominell beschrieben sind. Die Mehrzahl der Arten, nämlich 36, kommt in Südamerika vor, 9 Arten sind von Mittelamerika bekannt, 4 Arten von Süd- und Mittelamerika, 2 Arten kommen nur in Nordamerika vor, und eine Art, E. sericea ist sowohl aus der Neotropis (Mexico, Panama, Venezuela, Kolumbien, Brasilien, Argentinien) als auch aus der Nearktis (USA) bekannt.
Die Gattung wurde 2014 neu bearbeitet und dabei wurden die beiden bisherigen Gattungen Enchenopa und Campylenchia vereinigt. Allerdings sind verschiedene Fachleute auf Grund von früheren molekularbiologischen Ergebnissen der Auffassung, dass Campylenchia nach wie vor als eigene Gattung zu betrachten ist. Um Klarheit zu erlangen, sind weitere Untersuchungen nötig.
Die Buckelzirpen der Gattung Enchenopa sind mittelgroß bis groß, die Weibchen sind 5–14 mm, die Männchen 3,5 bis 11,5 mm lang. Sie sind meistens dunkel gefärbt und haben helle, wohl definierte Markierungen. Der Kopf ist länger als der Abstand zwischen den Augen. Das Pronotum ist seitlich flach, nicht sehr erhaben, meist mit einem deutlichen Fortsatz nach vorne oben. Dieser ist bei den Männchen oft reduziert.
Die adulten Tiere sind meist einzeln zu finden und saugen Phloem an verschiedenen Pflanzen (E. sericea findet man in Aggregationen). Sie sind manchmal mit Ameisen vergesellschaftet. Die Larven mancher Arten findet man in Gruppen.

Besonders gut untersucht ist die vor allem im östlichen Nordamerika häufige Art E. binotata. Diese „Art“ besteht vermutlich aus neun nahe verwandten Arten (Artkomplex), die jeweils an eine bestimmte Wirtspflanze angepasst sind. Sie unterscheiden sich nicht in der Morphologie, aber in ihrer ökologischen Spezialisierung (Anpassung auf die Pflanze an der und von der sie leben). Die einzelnen Arten schlüpfen zu unterschiedlichen Zeiten, je nach dem auf welcher Wirtspflanze sie leben. Da die Entwicklungszeit etwa gleich ist, sind sie in Bezug auf die Zeit ihrer Paarung getrennt, so dass nur die Männchen und Weibchen einer (Öko-)Art miteinander zur Paarung kommen. So weit sie doch miteinander zur Paarungszeit zusammenkommen, paaren sich dennoch vorzugsweise die Mitglieder der gleichen Art, da die Weibchen auf die Vibrationssignale ihrer conspezifischen Männchen ansprechen d. h. die Arten kennen sich jeweils an der Vibration. Die Individuen dieser Arten unterscheiden sich durch Substratvibrationen. 
 Der E. binotata Artkomplex gilt als interessantes Beispiel für sympatrische Artbildung durch Wirtswechsel.